# Yvonne Welbon
Yvonne Welbon es una directora, productora y guionista de cine independiente estadounidense que reside en Chicago. Es fundadora y directora ejecutiva de la organización sin ánimo de lucro Sisters in Cinema, con sede en Chicago, inspirada en su documental homónimo sobre la historia de las directoras de largometrajes negras.

## Trayectoria
Su padre era un oficial de policía de Chicago. Welbon obtuvo una licenciatura en Historia en elVassar College. Después pasó seis años en Taipei, Taiwán, donde enseñó inglés, aprendió chino mandarín y publicó una revista de artes alternativas. Dirigió la revista durante un total de cinco años.
Tras su regreso a los Estados Unidos, Welbon completó una Maestría en Bellas Artes en la SAIC ( School of the Art Institute of Chicago), una escuela privada de arte asociada al Instituto de Arte de Chicago,  y después recibió su doctorado de la Universidad Northwestern en 2001. También se graduó en el Taller de Dirección para Mujeres del American Film Institute.
Welbon ha dirigido y producido películas. Su trabajo ha sido proyectado en canales públicos y privados de televisión como PBS, Starz/Encore, TV-ONE, IFC, Bravo, BET, Sundance Channel y en el Festival Internacional de Cine de Toronto, el Festival de Cine de Sundance, el Festival de Cine de Berlín y otros festivales de cine. alrededor del mundo. Living with Pride: Ruth C. Ellis @ 100 ganó diez premios al mejor documental, incluido el premio GLAAD Media al mejor documental.
También creó un proyecto comunitario en línea basado en la web, Sisters in the Life: 25 Years of Out African American Lesbian Media-making (1986-2011), que incluye una colección de ensayos, un documental, un archivo y una aplicación móvil.
Welbon es profesora asociada y directora del Departamento de Periodismo y Estudios de Medios en el Bennett College for Women, una Escuela y Universidad históricamente negra (Historically black colleges and universities) en Greensboro, Carolina del Norte. Welbon también ha sido profesora visitante en la Universidad de Duke (2013-2014) y trabajó en un proyecto para su archivo "Sisters in Cinema" para convertirlo en un recurso para uso académico.
Entre sus películas y documentales como productora figuran: Split Screen de John Pierson, Mother of the River y Compensation de Zeinabu Irene Davis, la película de HBO de Cheryl Dunye Stranger Inside, el documental ganador del premio Festival Internacional de Cine de Berlín É Minha Cara/That’s My Face de Thomas Allen Harris ( That's My Face ), The Water Front de Liz Miller, Scale de Alex Juhasz, GERBAGE! The Revolution Starts at Home y One Small Step y Stray Dogs de Catherine Crouch.
Welbon ha sido directora creativa interina de Chicken and Egg Pictures y en 2013 realizó la producción de un documental de Yoruba Richen, The New Black. En 2020 se convirtió en miembro de la rama de documentales de la Academia de Cine y Ciencias Cinematográficas.

## Filmografía

### Directora
- Monique (film) (1992)
- The Cinematic Jazz of Julie Dash (1992)
- Sisters in the Life: First Love (1993)
- Missing Relations (1994)
- Remembering Wei-Yi Fang, Remembering Myself (1996)
- Split Screen (TV series, 1997)
- Living with Pride: Ruth C. Ellis @ 100 (1999)
- The Taste of Dirt (2003)
- Sisters in Cinema (2003)

### Productora
- Monique (1992)
- Mother of the River (short, associate producer, 1995)
- Remembering Wei-Yi Fang, Remembering Myself (1996)
- Compensation (associate producer, 1999)
- One Small Step (1999)
- Living with Pride: Ruth C. Ellis @ 100 (1999)
- Stranger Inside (TV Movie, associate producer, 2001)
- That's My Face (co-producer, 2001)
- Stray Dogs (2002)
- Sisters in Cinema (2003)
- The Water Front (2007)
- Scale: Measuring Might in the Media Age (2007)
- Garbage! The Revolution Starts at Home (2007)
- The New Black (2013)